# Àhmad ibn Hànbal
Àhmad ibn Muhàmmad ibn Hànbal Abu-Abd-Al·lah aix-Xaybaní (àrab: احمد بن محمد بن حنبل ابو عبد الله الشيباني, Aḥmad b. Muḥammad b. Ḥanbal Abū ʿAbd Allāh ax-Xaybānī), conegut simplement com a Àhmab ibn Hànbal o Ibn Hànbal (Bagdad, 780 - 855), va ser un erudit i teòleg musulmà considerat el fundador de l'escola hanbalita de jurisprudència islàmica.

## Biografia
La família d'Àhmad ibn Hànbal era originària de Bàssora i pertanyia a la tribu àrab dels Banu Xayban. El seu pare va ser un oficial de l'exèrcit abbàssida al Khorasan que més tard es va establir a Bagdad amb la seva família, ciutat on va néixer Àhmad.

### Educació i treball
Ibn Hànbal va estudiar la jurisprudència islàmica (el fiqh) a Bagdad amb un cèlebre jutge hanafita, Abu-Yússuf, company de l'imam Abu-Hanifa. En acabar els seus estudis, va començar viatjar a través de l'Iraq, Síria i Aràbia per tal de recollir hadits. Segons Ibn al-Jawzí en va arribar a recollir 414 que va plasmar en un important recull anomenat Músnad. Després d'haver viatjat durant diversos anys, va tornar a Bagdad per estudiar la llei islàmica amb aix-Xafií. Va esdevenir muftí a la seva vellesa.
A més de les seves activitats d'estudiós, Ibn Hànbal va ser soldat a les fronteres islàmiques (ribat) i va fer el hajj cinc vegades a la seva vida, dues de les quals a peu. Va tenir dues dones i diversos infants, entre els quals un fill gran que va ser jutge a Esfahan.

### Ortodòxia sunnita
Per l'hagiografia sunnita, Ibn Hànbal és considerat com un dels més importants defensors de l'ortodòxia, atorgant-se-li sovint el títol de xaykh al-islam. Nascut d'una família que va donar suport a Abu-l-Abbàs as-Saffah quan aquest va prendre el poder als omeies, va ser contemporani dels dos califes que van voler imposar el mutazilisme, corrent que advocava per la conciliació entre la raó i la religió i que discutia l'estatus 'd'increat' a l'Alcorà. Ibn Hànbal es va oposar a aquestes idees, i el califa al-Mamun el va fer empresonar durant dos anys, durant els quals hauria estat torturat. Alliberat, Ibn Hànbal va continuar ensenyant a Bagdad fins que al-Wàthiq va renovar la persecució. A causa d'això va haver d'amagar-se durant cinc anys fins que, el 847, el califa al-Mutawàkkil va acabar rebutjant el mutazilisme i va foragitar els seus partidaris.

## Punts de vista i pensament
La doctrina principal d'Ibn Hànbal és el que més tard va ser conegut com pensament tradicionalista, que emfatitzava l'acceptació de només l'Alcorà i els hadits com a fonaments de la creença ortodoxa. No obstant això, creia que només uns pocs escollits estaven degudament autoritzats per interpretar els textos sagrats.

### Teologia

#### Déu
Ibn Hànbal va entendre que la definició perfecta de Déu era la donada a l'Alcorà, per la qual cosa va considerar que la creença adequada en Déu constituïa la creença en la descripció que Déu havia donat d'ell mateix a les escriptures islàmiques. Per començar, Ibn Hànbal va afirmar que Déu era alhora únic i absolut i absolutament incomparable amb qualsevol cosa del món de les seves criatures. Pel que fa als diferents atributs divins, Ibn Hànbal creia que tots els atributs regulars de Déu, com l'oïda, la vista, la parla, l'omnipotència, la voluntat, la saviesa, la visió dels creients el dia de la resurrecció, etc., s'havien d'afirmar literalment com a realitats ('ḥaqq'). Pel que fa als atributs anomenats ambigüs ('mutas̲h̲ābih'), com els que parlaven de la mà de Déu, el rostre, el tron i l'omnipresència, la visió dels creients el dia de la resurrecció, etc., s'havien d'entendre de la mateixa manera. Ibn Hànbal va tractar aquests versos de les escriptures amb descripcions aparentment antropomòrfiques com a muhkamat (clars); admetent només un significat literal.
A més, Ibn Hànbal rebutjava la teologia negativa (taʿṭīl) dels Jahmiyya i la seva particular exegesi al·legoritzadora (taʾwīl) de l'Alcorà i de la tradició, i criticava no menys enfàticament l'antropomorfisme (tas̲h̲bīh) dels Mushabbi̲, entre els quals hi havia entre els mushabbi̲, i les seves polèmiques, els Jahmiyya com a antropomorfs inconscients. Ibn Hànbal també va ser un crític de l'especulació oberta i innecessària en qüestions de teologia; ell creia que era just adorar Déu sense el 'mode' de theologoumena (bilā kayf), i va considerar que era prudent deixar a Déu la comprensió del seu propi misteri. Així, Ibn Hànbal es va convertir en un fort defensor de la fórmula bi-lā kayfa Aquest principi mediador va permetre als tradicionalistes negar ta'wil (interpretacions figuratives) dels textos aparentment antropomòrfics alhora que afirmaven la doctrina de la deïtat incorpòria i transcendent. Tot i que defensava els significats literalistes de l'Alcorà i les declaracions profètiques sobre Déu, Ibn Hànbal no era un fideista i estava disposat a participar en exercicis hermenèutics. L'ascens de l'imam Ahmad ibn Hànbal i l'Ashab al-Hadith, la causa del qual va defensar, durant la mihna; marcaria l'escenari per a l'empoderament i el centrament de les idees corporalistes en l'ortodòxia sunnita.

Ibn Hànbal també va reconèixer la Forma Divina (Al-Şūrah) com un veritable atribut de Déu. No estava d'acord amb aquells teòlegs especulatius que interpretaven la Forma Divina com una cosa que representa pseudo-divinitats com el sol, la lluna, les estrelles, etc. Per a Ibn Hànbal, negar que Déu realment té una Forma és Kufr (incredulitat). També creia que Déu va crear Adam segons la seva forma. Censurant els que al·legaven que això es referia a la forma d'Adam, Ibn Hànbal va afirmar:
| « | "Qui diu que Al·là va crear Adam segons la forma d'Adam, és un Jahmi (infidel). Quina forma tenia Adam abans de crear-lo?" | » |

#### L'Alcorà
Una de les contribucions més famoses d'Ibn Hànbal al pensament sunnita va ser el paper considerable que va tenir en el reforç de la doctrina ortodoxa de l'Alcorà com la Paraula increada de Déu (kalām Allah g̲h̲ayr mak̲h̲lūḳ). Per l'Alcorà, Ibn Hànbal va entendre no només una idea abstracta, sinó l'Alcorà amb les seves lletres, paraules, expressions i idees: l'Alcorà en tota la seva realitat viva, la naturalesa del qual en si mateixa, segons Ibn Hànbal, eludia la comprensió humana.

#### Taqlid
Ibn Hànbal va afavorir el raonament independent (ijtihad) i va rebutjar el seguiment cec (taqlid). La seva ferma condemna del taqlid s'informa al tractat Fath al-Majid del jutge hànbali Abd al-Rahman ibn Hasan (1782–1868). Comparant el taqlid amb el politeisme (shirk), Ibn Hànbal afirma:
| « | Em sorprèn aquella gent que sap que una cadena de narracions és autèntica, i tanmateix, malgrat això, segueixen l'opinió de Sufyan, perquè Déu diu: «i que els qui s'oposen al manament del Missatger tinguin cura, perquè no els arribi alguna fitna, o se'ls infligeixi un dolorós turment. Saps què és aquella fitna? Potser el rebuig d'algunes de les seves paraules farà que algú dubti i es desviï en el seu cor i, per tant es destrueixi». | » |

#### Intercessió
És narrat per Abū Bakr al-Marwazī en el seu Mansak que Ibn Hànbal preferia que fes tawassul o intercessió a través de Mahoma en totes les súpliques, amb la frase: «Oh Déu! Em dirigeixo a tu amb el teu profeta, el profeta de Misericòrdia, Oh Muhammad, em dirigeixo amb tu al meu Senyor per satisfer la meva necessitat». Aquest informe es repeteix en molts treballs hànbalis posteriors, en el context de la súplica personal com a qüestió de jurisprudència. Ibn Qudamah, per exemple, el recomana per a l'obtenció de la necessitat en la seva Wasiyya. De la mateixa manera, Ibn Taymiyya cita la fatwa hànbali sobre la conveniència de la intercessió de Mahoma en cada súplica personal a la seva Qāida fil-Tawassul wal-Wasiīla on l'atribueix a l'Imām Ahmad i un grup dels avantpassats pietosos del Mansak de al-Marwazī com a font.

#### Mística
Com que existeixen fonts històriques que indiquen elements místics de la seva pietat personal i proves documentades de les seves interaccions amables amb nombrosos sants sufís primerencs, inclòs Maruf Karkhi, es reconeix que la relació d'Ibn Hànbal amb molts dels sufís. era de respecte mutu i admiració. Qadi Abu Ya'la informa al seu Tabaqat: «[Hànbal] solia respectar molt els sufís i mostrar-los bondat i generositat. Se li va preguntar sobre ells i se li va dir que s'asseien a les mesquites constantment, i ell va respondre: El coneixement els va fer asseure». A més, és al Musnad d'Ibn Hànbal on trobem la majoria dels hadits relatius a l'abdal, quaranta sants principals «el nombre dels quals [segons la doctrina mística islàmica] es mantindria constant, un sempre substituït per algun altre a la seva mort» i el paper clau del qual en la concepció tradicional sufí de la jerarquia celestial seria detallat per místics posteriors com Al-Hujwirí i Ibn al-Arabí. S'ha informat que Ibn Hànbal va identificar explícitament a Maruf Karkhi com un dels abdal, dient: «És un dels sants substituts, i la seva súplica ha rebut resposta». Del mateix sufí, Ibn Hànbal va preguntar més tard retòricament: «El coneixement religiós és una altra cosa que el que ha aconseguit Maruf?» A més, hi ha relats d'Ibn Hànbal exaltant el sant ascètic primerenc Bishr el Descalç i la seva germana com a dos devots excepcionals de Déu, i del seu enviament de gent amb preguntes místiques a Bishr per guiar-se. També consta que Ibn Hànbal va dir, pel que fa als primers sufís: «No conec cap gent millor que ells». A més, hi ha relats del fill d'Ibn Hànbal, Sālih, que va ser exhortat pel seu pare a anar a estudiar sota els sufís. Segons una tradició, Sālih va dir: «El meu pare enviava a buscar-me sempre que un autonegatiu o un ascètic (zāhid aw mutaqashshif) el visitava perquè el pogués mirar. Li encantava que em tornés així».
Pel que fa a la recepció d'Ibn Hànbal per part dels sufís, és evident que tots els principals sufís dels períodes clàssic i medieval li tenien alta estima i, posteriorment, els cronistes sufis sovint designaven el jurista com a sant en les seves hagiografies, lloant-lo tant per la seva tasca legal com per la seva apreciació de la doctrina sufí. Al-Hujwirí, per exemple, va escriure d'ell: «Es va distingir per la devoció i la pietat... Els sufis de tots els ordres el consideren beneït». Es va relacionar amb grans xeics, com Dhul-Nun al-Misri, Bishr al-Hafi, Sari al. -Saqati, Maruf Karkhi i altres. Els seus miracles eren manifests i la seva intel·ligència sonava... Creia fermament en els principis de la religió, i el seu credo va ser aprovat per tots els [teòlegs]. Tant hagiògrafs sufís no hanbalis com hanbalis com Hujwiri i Abu-l-Fàraj ibn al-Jawzí, respectivament, també van al·ludir als propis dons d'Ibn Hanbal com a obrador de miracles i a la benedicció de la seva tomba. Per exemple, tradicionalment es considerava que el propi cos d'Ibn Hànbal havia estat beneït amb el miracle de la incorruptibilitat, i Ibn al-Jawzi relatava: «Quan el descendent del Profeta Abū Ja'far ibn Abī Mūsā va ser enterrat al seu costat, la tomba d'Ahmad ibn Hànbal va ser enterrat al seu costat. El seu cadàver no s'havia pudrit i el sudari encara estava sencer i sense deteriorar-se».
Encara que hi ha la percepció que Ibn Hànbal o la seva escola eren d'alguna manera adversos al sufisme, estudiosos com Eric Geoffrey han afirmat que aquesta opinió és més parcial que objectiva, ja que no hi ha cap prova que l'escola hànbali [ataqués] el sufisme en si mateix cap més que cap altra escola, i és evident que durant els primers segles alguns sufís importants [com Ibn Ata Allah, Al-Hal·laj, i Abdul delah Ansari ]... van seguir l'escola de dret hànbalita. Al segle xii, la relació entre l'hanbalisme i el sufisme era tan estreta que un dels juristes hànbalis més destacats, Abd-al-Qàdir al-Jilaní, també era simultàniament el sufí més famós de la seva època, i la Tariqa que va fundar, el Qadiriyya, ha continuat sent una de les ordes sufís més esteses fins als nostres dies. Fins i tot autors hànbalis posteriors, famosos per criticar algunes de les desviacions de certs ordes sufís heterodoxos de la seva època, com Ibn Qudamah, Abu-l-Fàraj ibn al-Jawzí i Ibn Qayyim al-Jawziyya, tots pertanyent a l'orde d’Abd-al-Qàdir al-Jilaní, i mai van condemnar el sufisme del tot.

#### Relíquies
Tal com han assenyalat els estudiosos, és evident que Ibn Hànbal creia en el poder de les relíquies i donava suport a la recerca de la benedicció a través d'elles amb veneració religiosa. De fet, diversos relats de la vida d'Ibn Hànbal relaten que sovint portava una bossa... a la màniga que contenia... pèls del Profeta. A més, Ibn al-Jawzí relata una tradició narrada pel fill d'Ibn Hànbal, Abdullah ibn Ahmad ibn Hànbal, que va recordar la devoció del seu pare cap a les relíquies així: «Vaig veure el meu pare agafar un dels cabells del Profeta i posar-lo sobre la seva boca, i besar-lo, potser l'hauré vist posar-se'l sobre els ulls, submergir-lo en aigua i després beure l'aigua per a una cura». De la mateixa manera, Ibn Hànbal també va beure del bol de Mahoma (tècnicament una relíquia de segona classe) per tal de buscar-hi benediccions, i va considerar que tocar i besar el mínbar sagrat de Mahoma per a les benediccions era permissible. i acte pietós. Ibn Hànbal va ordenar després que fos enterrat amb els cabells de Mahoma que posseïa, un a cada ull i un tercer a la llengua.
L'erudit sufí Gibril Haddad informa des d’Adh-Dhahabí que Ibn Hànbal «solia buscar benediccions a les relíquies del Profeta». Citant l'esmentat informe de la devoció d'Ibn Hànbal cap als cabells de Mahoma, al-Dhahabī després critica fermament a qui trobi culpable en les pràctiques de tabarruk o cerqui benediccions de les relíquies sagrades, dient: «On és el crític discutit d'Imām ara?» També està autènticament establert que Abd Allah [fill d'Ibn Hànbal] va preguntar al seu pare sobre els que toquen el pom del púlpit de Mahoma i toquen la paret de la seva habitació, i ell va dir: «No hi veig cap mal. Que Déu ens protegeixi a nosaltres i a vosaltres de l'opinió dels dissidents i de les innovacions!»
Quan el seu fill Abdullah li va preguntar sobre la legitimitat de tocar i besar la tomba de Mahoma a Medina, es diu que Ibn Hànbal va aprovar aquests dos actes com a permissibles segons la llei sagrada.

### Jurisprudència
Segons l'estudiós hànbali Najm al-Din Tufi (m. 716 AH/ 1316 dC), Àhmad ibn Hànbal no va formular una teoria legal; ja que «tota la seva preocupació era pel hadit i la seva col·lecció». Més d'un segle després de la mort d'Àhmad, el legalisme hànbali emergiria com una escola diferent; a causa dels esforços de juristes com Abu Bakr al-Athram (m. 261 AH/874 dC), Harb al-Kirmani (m. 280 AH/893 dC), 'Abd Allah ibn Ahmad (m. 290 AH/903 dC), Abu Bakr al-Khallal (m. 311 AH/ 923 d.C.), etc., que va compilar els diferents veredictes legals d'Àhmad.

#### Raonament independent de muftís
Ibn Hànbal també tenia un criteri estricte per a l'ijtihad o el raonament independent en qüestions de dret per part dels muftís i els ulemes. Una història narra que Zakariyyā ibn Yaḥyā al-Ḍarīr va preguntar a Ibn Hànbal sobre «quants ḥadīths memoritzats són suficients perquè algú sigui Muftí [és a dir, un jurista mujtahid o capaç d'emetre fàtues raonades de manera independent]». Segons la narració, Zakariyyā va preguntar: «En són suficients cent mil?», a la qual cosa Ibn Hànbal va respondre negativament, amb Zakariyyā preguntant si eren dos-cents mil, a la qual cosa va rebre la mateixa resposta del jurista. Així, Zakariyyā va anar augmentant el nombre fins que, amb cinc-cents mil, Ibn Hànbal va dir: «Espero que això sigui suficient». Com a resultat, s'ha argumentat que Ibn Hànbal desaprovava el raonament independent d'aquells muftís que no eren mestres absoluts en dret i jurisprudència.

#### Mal ús dels ahadits
Ibn Hànbal va explicar que Muḥammad ibn Yaḥyā al-Qaṭṭān va dir: «Si algú seguia cada rukhṣa [dispensació] que hi ha al ḥadīth, es convertiria en un transgressor (fāsiq)». Es creu que va citar això a causa del gran nombre de tradicions falsificades de Mahoma.

#### Interpretació privada
Ibn Hànbal sembla haver estat un formidable oponent de la interpretació privada, i en realitat va sostenir que només els erudits religiosos estaven qualificats per interpretar correctament els textos sagrats. Un dels credos atribuïts a Ibn Hànbal s'obre amb: «Lloat sigui Déu, que en totes les edats i intervals entre profetes (fatra) va elevar homes erudits amb excel·lents qualitats, que invoquen el qui es desvia (per tornar) pel camí correcte...» S'ha assenyalat que aquest credo en particular «s'oposa explícitament a l'ús del judici personal (raʾy)... [com a base] de la jurisprudència».

### Ètica

#### Diferències d'opinió
Ibn Hànbal va ser elogiat tant en la seva pròpia vida com després per la seva acceptació serena de les divergències jurídiques entre les diverses escoles de dret islàmic. Segons erudits notables posteriors de l'escola hànbali com Ibn Aqil i Ibn Taymiyya, Ibn Hànbal considerava que tots els madhabs eren correctes i abominava que un jurista insistís que la gent segueixi els seus fins i tot si els considerava equivocats i fins i tot si la veritat és una en qualsevol qüestió determinada.

## Obra

### Músnad Àhmad ibn Hànbal
El Músnad d'Àhmad ibn Hànbal és un recull de hadits triats per Ibn Hànbal.

### Altres obres
El Kitab al-Fíhrist, un catàleg exhaustiu del segle x d'obres editades en àrab, atribueix també a Ibn Hànbal:
- Kitab al-`Ilal wa Ma‘rifat al-Rijal: El llibre de narracions que contenen vicis ocults i del coneixement dels homes
- Kitab al-Manasik: El llibre de ritus del hajj'
- Kitab al-Zuhd: El llibre de l'abstinència
- Kitab al-Iman: El llibre de la fe
- Kitab al-Masa'il: Problemes de fiqh'
- Kitab al-Ashribah: El llibre de les begudes
- Kitab al-Fada'il Sahaba: Virtuts dels Companys
- Kitab Tha'ah al-Rasul: El llibre d'obediència al Missatger
- Kitab Mansukh: El llibre de l'abrogació
- Kitab al-Fara'id: El llibre dels deures obligatoris
- Kitab al-Radd `ala al-Zanadiqa wa'l-Jahmiyya: Refutacions dels heretges i els jahmites
- Tafsir: Exegesi